# Terzo Sciopero Internazionale delle Donne

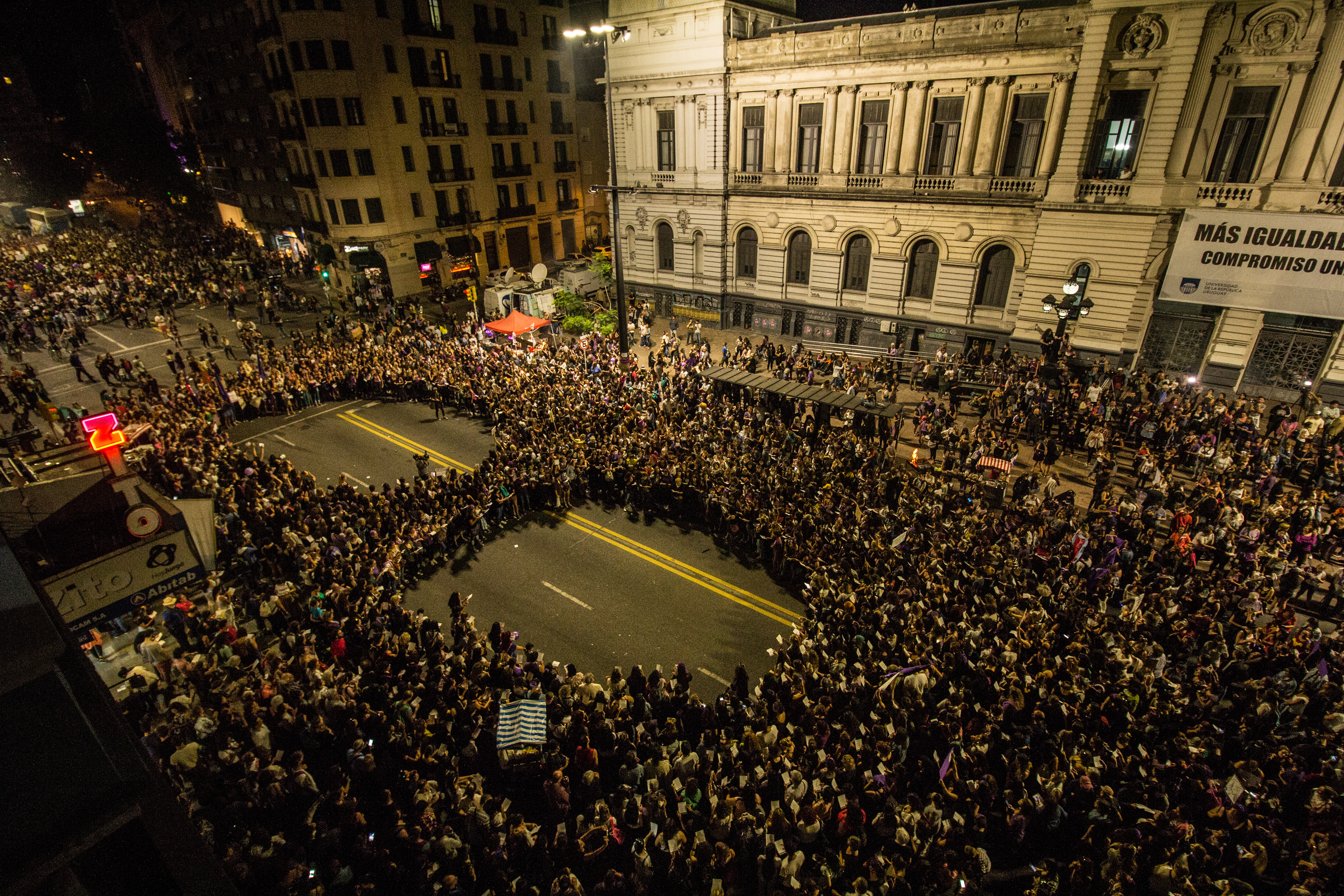
Manifestazione del Terzo Sciopero Internazionale delle Donne a Montevideo

Lo Sciopero Internazionale delle Donne del 2018 o Terzo Sciopero Internazionale delle Donne è stata una mobilitazione svoltasi l'8 marzo 2018, in occasione della Giornata internazionale della donna. Fu convocato da organizzazioni femministe coinvolte nella lotta per i diritti delle donne in tutto il mondo.
Era attesa l'adesione da più di 70 paesi e un gran numero di manifestazioni locali collegate all'evento internazionale.
La mobilitazione fu mossa dalla lotta contro la violenza sessista, la disuguaglianza di genere e le diverse forme di oppressione contro le donne. L'azione internazionale simultanea ha avuto l'obiettivo di sensibilizzare sullo sfruttamento delle donne nell'ambito lavorativo e sul lavoro riproduttivo.

## Antecedenti
Il primo antecedente storico di sciopero nazionale convocato dal movimento delle donne ebbe luogo in Islanda, il 24 ottobre 1975, al quale parteciparono lavoratrici e casalinghe. Nell'anniversario dello sciopero, il 24 ottobre 2016, le lavoratrici islandesi lasciarono il posto di lavoro due ore e 22 minuti prima del previsto, per sensibilizzare sulla disuguaglianza salariale tra uomini e donne.
L'8 marzo 2000 la Campagna Internazionale per il Salario al Lavoro Domestico convocò il Primo Sciopero Mondiale delle Donne rivendicando il giusto riconoscimento per il contributo come forza lavoro. La campagna fu particolarmente attiva a livello internazionale tra il 2000 e il 2001..
Il 3 ottobre 2016 si realizzò una protesta di massa in Polonia, battezzata come lunedì nero, contro un progetto di legge che criminalizzava l'aborto, includendo l'aborto spontaneo e l'interruzione della gravidanza come conseguenza di uno stupro. La grande ripercussione di questa protesta frenò la legge nel parlamento polacco.
Il 19 ottobre 2016, in Argentina, partecipanti del movimento Ni Una Menos e di altre organizzazioni femministe convocarono lo sciopero di un'ora e diverse mobilitazioni. Il 21 gennaio del 2017 negli Stati Uniti si celebrò la Marcia delle donne a Washington.
Nel quadro delle manifestazioni di massa dei diversi paesi, le attiviste polacche iniziarono a relazionarsi con movimenti simili di altri paesi e a coordinare azioni congiunte, sommandosi inizialmente a Israele, Italia, Corea del Sud, Russia, Irlanda, Brasile e Messico per formare un gruppo per il Primo Sciopero Internazionale delle Donne.
L'otto marzo del 2017 ebbe luogo il Primo Sciopero Internazionale delle Donne, presente in più di 50 paesi e 200 città del mondo.
Il 25 novembre del 2017 si verificarono importanti manifestazioni per la Giornata internazionale per l'eliminazione della violenza contro le donne in vari paesi, così come una risposta massiccia alla Marcia delle Donne del 2018 negli Stati Uniti. Queste manifestazioni vengono considerate dalle attiviste come le basi per una seconda chiamata globale allo sciopero internazionale delle donne.
Successivamente, nell'ottobre 2017, nella 3.ª Conferenza Mondiale delle Donne del ITUC-CSI svoltasi in Costa Rica, che riunisce 200 donne sindacaliste di tutto il mondo, le rappresentanti sindacali dell'America Latina, specialmente dell'Argentina e Brasile fanno appello ai sindacati di partecipare al Secondo Sciopero Internazionale delle Donne dell'8 marzo 2017.

## Terzo Sciopero Internazionale delle Donne

### La chiamata allo sciopero
Con gli slogan «Se le nostre vite non valgono, allora ci fermiamo!» e «Non una di meno» i movimenti femministi invitano allo sciopero lavorativo, studentesco, di cura e di consumo. L'invito include lavoratrici dipendenti e libere professioniste, di ogni orientamento e identità sessuali.
Una delle principali rivendicazioni del movimento è una società libera dalla violenza sessista, che si manifesta particolarmente nell'aggressione e nell'assassinio di donne per il solo motivo di essere donne. Si rivendicano anche i diritti lavorativi delle donne, particolarmente colpite dalla precarizzazione, dalla disuguaglianza salariale e dalle molestie sessuali sul posto di lavoro. Allo stesso tempo, si denuncia la povertà, la violenza razziale, la persecuzione di immigrate e i tagli alla spesa sociale ed alla salute.

### L'organizzazione
Le manifestazioni dell'8 marzo 2018 furono preparate in più di 70 paesi da diverse organizzazioni, collettivi e attiviste a livello nazionale e locale. A livello globale, esse furono articolate per coalizioni come la Internazionale Femminista e la International Women’s Strike.
In decine di città si realizzarono assemblee preparatorie con lo scopo di organizzare manifestazioni ed altre azioni. Queste assemblee non rispondevano a un'organizzazione centralizzata e furono convocate a livello locale, generalmente in spazi pubblici come piazze, con appuntamenti ai quali assistettero dalle decine alle migliaia di partecipanti, come quella che ebbe luogo a Buenos Aires l'8 febbraio del 2018.
I sindacati appoggiarono lo sciopero in alcuni paesi, anche se la modalità di questo sostegno fu argomento di controverso. Mentre alcuni settori del sindacalismo sostenevano che uno sciopero non poteva fare distinzione di sesso, il movimento femminista sostenne che solo le donne dovevano scioperare. Secondo questa prospettiva femminista, gli uomini dovevano contribuire allo sciopero facendosi carico degli impegni lavorativi e di cura che sarebbero mancati per lo sciopero delle donne, e partecipare con altri tipi di azioni che avessero contribuito a risaltare il protagonismo delle donne.
In Spagna i principali sindacati convocarono formalmente per la prima volta lo sciopero, dato che nel 2017 solo la appoggiarono. L'Unione Generale dei Lavoratori e CCOO chiamarono allo sciopero di due ore per turno, dalle 11:30 alle 13:30 e dalle 16:00 alle 18:00. La Confederación Nacional del Trabajo e la Confederación General del Trabajo chiamarono allo sciopero di 24 ore e USO convocò due ore di sciopero dalle 12.00 alle 14.00.

### Il movimentoNoi giornaliste ci fermiamo

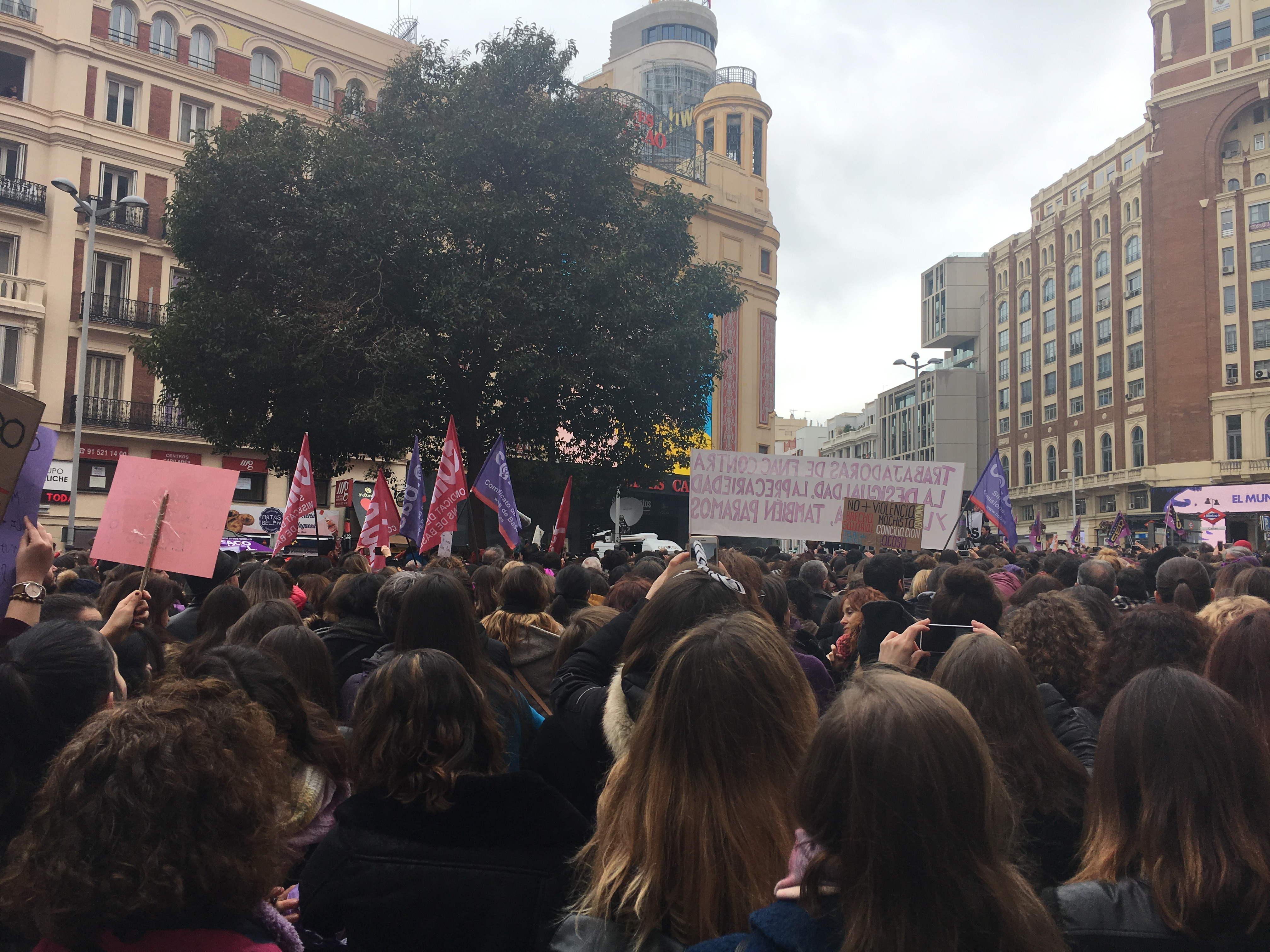
Lettura del manifesto dell'8 marzo del 2018 nella Piazza di Callao a Madrid

In Spagna nei primi giorni di marzo iniziò in modo spontaneo un movimento di donne giornaliste con lo slogan "Noi giornaliste ci fermiamo" (Las periodistas paramos in spagnolo) che in pochi giorni conquistò la partecipazione di più di 8.000 donne lavoratrici nei mezzi di comunicazione. Il movimento denuncia in modo specifico la differenza salariale che soffrono le donne in questo settore, il soffitto di cristallo e la precarietà che soffrono le donne in relazione ai suoi colleghi, le molestie sessuali e sul lavoro e rivendica la corresponsabilità casalinghe e familiari. Allo stesso tempo fa appello a collettivi di donne giornaliste di altri paesi a realizzare un proprio manifesto.
L'8 marzo convocò alla lettura del manifesto nella Piazza Callao di Madrid alle porte del Palazzo della Stampa. La manifestazione vide la partecipazione di diverse centinaia di giornaliste delle principali catene nazionali. La lettura fu organizzata anche in altre città spagnole: Barcellona, Bilbao, Granada, Cadice, Valencia, Siviglia e León.
Nel testo spiegano che coscienti della rilevanza sociale del lavoro che svolgono, mostrano la loro preoccupazione per la visione parziale della realtà che molte volte offrono i media e nella quale manca la presenza ed i contributi delle donne. Inoltre il manifesto sottolinea che "Il femminismo è  necessario anche per migliorare il giornalismo".
Per questa ragione, le lavoratrici che hanno promosso il manifesto fanno richiesta ai mezzi di comunicazione e alle aziende editoriali di prendere provvedimenti nel campo della disuguaglianza salariale, esigendo "trasparenza salariale ed una revisione delle categorie, complementi e criteri professionali".

## Rivendicazioni dell'otto marzo
L'uguaglianza di diritti civili, l'uguaglianza davanti alla legge, l'uguaglianza salariale, il diritto al lavoro, il diritto allo studio, le pari opportunità e l'uguaglianza di risultato della donna rispetto all'uomo costituiscono il nucleo generale delle rivendicazioni mondiali che si manifesta con un'espressione propria in ogni paese dipendendo della situazione sociopolitica. In questo modo si rivendica, come parte dei diritti umani, i diritti riproduttivi (accesso alla pianificazione famigliare, alla contraccezione e all'aborto), la libertà sessuale (diversità sessuale, LGBT), etc.
Si rivendica il fine della violenza contro le donne (aggressioni, umiliazioni, emarginazioni o esclusioni, violazioni, assassinati) e l'adozione di misure legali, politiche ed educative per proteggere le donne. Si rivendica il lavoro riproduttivo (lavoro domestico e della cura della famiglia) fondamentale per sostenere la vita degli esseri umani e che è svolto maggiormente dalle donne e che non è riconosciuto dalla società. Si rivendica uno stato laico ed una educazione basata sull'uguaglianza.